# Декларација о расположењима
Декларација о расположењима, позната и као Декларација о правима и расположењима, је документ који је 1848. године потписало 68 жена и 32 мушкарца — 100 од око 300 полазника првог скупа коју су организовале жене о правима жена. Конгрес је одржан у Сенека Фолсу код Њујорка, а данас је позната као Конгрес у Сенека Фолсу. Главни аутор декларације је била Елизабет Кејди Стантон, која ју је уобличила према Декларацији о независности Сједињених Држава. Била је кључни организатор конгреса заједно с Лукрецијом Мот и Мартом Кофин Рајт. 
Према писању „Норт Стара“, који је објавио Фредерик Даглас, чије је учешће на конгресу и подршка декларацији помогла да се донесу предложене резолуције, документ је био „велики помак за постизање грађанских, друштвених, политичких и верских права жена."

## Расположења
- Он јој никада није дозволио да извршава своје неотуђиво право избора.
- Он ју је приморао да се подчини законима, о чијем формирању није имала гласа.
- Он јој је одузео права која су дата најнеукијим и најдеградиранијим људима - и домаћим и страним.
- Одузевши јој то прво право грађанина, изборно право, стога оставивши је без заступања у законодавним телима, он ју је угњетавао на све стране.
- Он ју је учинио, ако је удата, у очима закона, грађански мртвом.
- Он јој је одузео сва имовинска права, чак и на приходе које зарађује.
- Он ју је учинио морално неодговорним бићем, јер она може некажњено починити многа кривична дела, под условом да их чини у присуству њеног супруга. У брачном завету, она је приморана да обећа послушност свом мужу, он постаје, у сваком смислу, њен господар - закон који му даје моћ да јој одузме слободу и изврши кажњавање.
- Он је тако уоквирио законе развода, што се тиче правих узрока развода, у случају раздвајања, коме ће се дати старатељство над децом; у потпуности без обзира на срећу жене - закон, у свим случајевима, полази од лажне претпоставке о супериорности мушкарца и давања све власти у његове руке.
- Након што јој је одузета сва права као удатој жени, ако је и сама власница имовине, он ју је опорезовао да би подржао владу која је препознаје само кад јој имовина може да буде од користи.
- Он је монополизовао скоро сва профитабилна запослења, а од оних која су јој дозвољена да их следи, добија само оскудну накнаду.
- Он затвара против ње све путеве до богатства и разликовања, која за себе сматра за најчаснија. Као учитељица теологије, медицине или права, она није позната.
- Он јој је ускратио могућност за стицање темељног образовања - сви факултети су затворени према њој.
- Он јој дозвољава да се буде у цркви, као и у држави, али у подређеном положају, захтевајући апостолску власт за њено искључење из службе и, уз неке изузетке, било какво јавно учешће у пословима Цркве.
- Он је створио лажно јавно расположење дајући свету другачији кодекс морала за мушкарце и жене, по коме се морални преступи који искључују жене из друштва не само толеришу, већ се сматрају од мале бриге за мушкарце.
- Он је узурпирао првенство самог Јехове, тврдећи да је његово право да јој додили сферу деловања, иако то припада њеној савести и њеном Богу.
- Он се трудио, на сваки начин који је могао да уништи њено поверење у њене сопствене моћи, да умањи њено самопоштовање и да је учини спремном да води зависан и бедан живот.

## Завршна реч
| Now, in view of this entire disfranchisement of one-half the people of this country, their social and religious degradation—in view of the unjust laws above mentioned, and because women do feel themselves aggrieved, oppressed, and fraudulently deprived of their most sacred rights, we insist that they have immediate admission to all the rights and privileges which belong to them as citizens of these United States. In entering upon the great work before us, we anticipate no small amount of misconception, misrepresentation, and ridicule; but we shall use every instrumentality within our power to effect our object. We shall employ agents, circulate tracts, petition the State and national Legislatures, and endeavor to enlist the pulpit and the press in our behalf. We hope this Convention will be followed by a series of Conventions, embracing every part of the country. | Сада, с обзиром на целокупну обесправљеност половине људи ове земље, њихову друштвену и верску деградацију - с обзиром на горе поменуте неправедне законе и зато што се жене осећају огорчено, потлачено и на превару лишене свог најсветијег права, инсистирамо да им се одмах признају сва права и привилегије која им припадају као држављанима ових Сједињених Држава. Улазећи у велико дело које је пред нама, предвиђамо не мало погрешног схватања, погрешног представљања и подсмеха; али користићемо све инструменте који су у нашој моћи да извршимо свој циљ. Запошљаваћемо агенте, дистрибуирати трактате, подносити представке државном и националном законодавству и настојаћемо да у наше име ангажујемо проповедаонице и штампу. Надамо се да ће ову конвенцију пратити низ конвенција које обухватају сваки део земље. |
| | |

## Потписници
Потписници Декларације у Сенека Фолсу редоследом потписа:
1. Лукреција Мот
2. Харијет Кејди Итон - сестра Елизабет Кејди Статон
3. Маргарет Прајор (1785—1874) - Квакер реформатор
4. Елизабет Кејди Статон
5. Јунис Њутн Фут
6. Мери Ен МекКлинток (1800-1884) - Квакер реформатор, полусестра Маргарет Прајор
7. Маргарет Шули
8. Марта Кофин Рајт (1806–75) - Квакер реформиста, сестра Лукреције Мот
9. Џејн Хант
10. Ејми Пост
11. Кетрин Ф. Стебинс
12. Мери Ен Фринк
13. Лидија Хант Моунт - Квакер удовица
14. Делија Метјус
15. Кетрин В. Пајн[6] - 18 година стара у то време, вероватно једна од два потписника Декларације о расположењима која је икада гласала.[7]
16. Елизабет В. МекКлинток - ћерка Мери Ен МекКлинток. Позвала је Фредерика Дагласа да присуствује.
17. Малвина Бибе Сејмур
18. Фиб Мушер
19. Кетрин Шо
20. Дебора Скот
21. Сара Халовел
22. Мери МекКлинток - ћерка Мери Ен МекКлинток[8]
23. Мери Гилберт
24. Софрон Тејлор
25. Синтија Дејвис
26. Хана Плант
27. Луси Џонс
28. Сара Витни
29. Мери Х. Халовел
30. Елизабет Конклин
31. Сели Пичер
32. Мери Конклин
33. Сузан Квин
34. Мери С. Мирор
35. Фиб Кинг
36. Џулија Ен Дрејк
37. Шарлот Водвард (око 1830-1921) - једини потписник ккоји је дочекао 19. амандман.[9]
38. Марта Андерхил - њен рођак се такође потписао
39. Јунис Баркер
40. Сара Р. Вудс
41. Лидија Гилд
42. Сара Хофман
43. Елизабет Лесли
44. Марта Ридли
45. Рејчел Д. Бонел (1827—1909)
46. Бетси Тексбури
47. Рода Палмер (1816—1919) - једина потписница која је легално гласала.[10]
48. Маргарет Џенкинс
49. Синтија Фулер
50. Мери Мартин
51. П.А. Кулверт
52. Сузан Р. Доти
53. Ребека Рејс (1808—1895)
54. Сара А. Мушер
55. Мери Е. Вали - ћерка Лидије Маунт
56. Луси Сплејдинг
57. Лавинија Лејтам (1781—1859)
58. Сара Смит
59. Елиза Мартин
60. Марија Е. Вилбур
61. Елизабет Д. Смит
62. Каролин Баркер
63. Ен Потер
64. Јунис Гибс
65. Антоанет Е. Сегур
66. Хана Џ. Лејтам - ћерка Лавиније Лејтам
67. Сара Сисон
Следећи мушкарци су потписали, испод заглавља „…господа присутна у корист новог покрета”:
68. Ричард П. Хант (1796—1856) - супруг Џејн Ц. Хант, брат Лидије Маунт и Хане Плант, такође потписника
69. Семјуел Д. Тилман
70. Џастин Вилијамс
71. Елиша Фут - супруг Јунис Њутн Фут
72. Фредрик Даглас
73. Хенри В. Сејмор - супруг Малвине Бибе Сејмор, потписнице
74. Хенри Сејмор
75. Дејвид Спалдинг - супруг Луси Спалдинг
76. Вилијам Г. Баркер
77. Елијас Џ. Доти
78. Џон Џонс
79. Вилијам С. Дел (1801—1865) - ујак Рејчел Дел Бонел, потписнице
80. Џејмс Мот (1788-1868) - супруг Лукреције Мот
81. Вилијам Бороус
82. Роберт Смолбриџ
83. Џејкоб Метјус
84. Чарлс Л. Хоскинс
85. Томас МекКлинток - супруг Мери Ен МекКлинток
86. Сарон Филипс
87. Џејкоб Чемберлејн (1802-1878) - Методист и касније члан Представничког дома САД.
88. Џонатан Меткалф
89. Нејтан Џ. Миликен
90. Чарлс Е. Вудворт
91. Едвард Ф. Андерхил (1830—1898) - тетка му је Марта Баркер Ундерхил, потписница
92. Џорџ В. Прајор - син Маргарет Прајор, потписнице
93. Џоел Бункер
94. Ајзак Ван Тасел
95. Томас Дел (1828—1850) - син Вилијема С. Дела и рођак Рејчел Дел Бонел, обоје потписници.
96. Е.В. Капрон
97. Стивен Шир
98. Хенри Хатли
99. Азалаја Шули (око 1805 - 24. октобар 1855) супруг Маргарет Шули. Рођен у округу Линколн у Горњој Канади, натурализован као амерички грађанин 1837. године. Становник Ватерлоа, Њујорк и члан Јунуса. Такође повезан са Спиритуалистима и Аболиционистима.[11][12]